# Andranik Ozanian
Andranik Toros Ozanian, także: Zoravar Andranik (orm. Անդրանիկ Թորոս Օզանյան, także: Զորավար Անդրանիկ, ur. 25 lutego 1865 w Şebinkarahisar, zm. 31 sierpnia 1927 we Fresno) – generał ormiański, bojownik o wyzwolenie spod panowania tureckiego, działacz socjalistyczny i rewolucyjny, często uznawany za bohatera narodowego Ormian.
Po stracie matki, żony i ich nowo narodzonego synka Ozanian pod koniec lat 80. XIX wieku dołączył do ruchu fedainów walczących z Turkami i Kurdami. Początkowo działał w oddziałach Socjaldemokratycznej Partii Hunchakian, a następnie dołączył do Ormiańskiej Federacji Rewolucyjnej. Jego działalność rewolucyjna trwała do 1904, gdy opuścił Imperium Osmańskie. W 1907 opuścił Federację Rewolucyjną z powodu nawiązania przez tę organizację kontaktów z młodoturkami. W 1912 wraz z Gareginem Nyżdehem Ozanian utworzył Macedońsko-Adrianopolski Korpus Wolontariuszy walczący przeciwko Turkom w czasie I wojny bałkańskiej.
W czasie I wojny światowej Ozanian stał na czele pierwszych batalionów ochotniczych Ormian walczących przeciwko armii tureckiej. Po deklaracji niepodległości Armenii w maju 1918, Ozanian walczył z wojskami Turcji i Azerbejdżanu w Nachiczewanie, Karabachu i Zangezurze.
Z powodu rozbieżności z rządzącymi w Armenii dasznakami gen. Ozanian opuścił Armenię w 1919. Ostatnie lata życia spędził na emigracji w Europie i Stanach Zjednoczonych. W 1922 osiadł we Fresno w Kalifornii, gdzie zmarł w 1927, w wieku 62 lat.

## Życiorys

### Wczesne życie i działalność rewolucyjna
Ozanian urodził się w Şebinkarahisar na terenie współczesnej prowincji Giresun w Turcji. Przodkowie jego ojca pochodzili z pobliskiej wsi o nazwie Ozan, w XIX wieku mieszkańcy wsi w obawie przed represjami ze strony Turków osiedli się w Şebinkarahisar. Wielu z nich, w tym rodzina Andranika, przyjęła nazwisko Ozaniana na cześć rodzinnej miejscowości. Jego matka zmarła, gdy miał roczek, opiekowała się nim starsza siostra Nazelia. Po ukończeniu szkoły pracował w sklepie stolarskim ojca. Adranik w wieku 17 lat ożenił się. Jego żona zmarła rok później przy porodzie ich syna, który zmarł dzień później.
W 1888 roku młody Andranik związał się z ormiańską Socjaldemokratyczną Partią Hunchak, marksistowskiej grupy rewolucyjnej, członkiem partii został w 1891 roku. Za działalność w ruchu narodowo-wyzwoleńczym został aresztowany, a w 1889 roku został skazany na rok więzienia za pobicie tureckiego żandarma. Gdy udało mu się uciec z więzienia w Mush, przeniósł się do Konstantynopola, jednak szybko powrócił do zachodniej Armenii, a następnie na Krym i Kaukaz, aby tam organizować broń dla walczących z Turkami, fedainami. Zimą 1895 roku, po przejściu 400 kilometrów z Kars do Sasun, spotkał dowódcę fedainów, Aghbiura Seroba i zdecydowała się na dołączenie do jego grupy. W 1894 roku Andranik opuścił Partię Hunchak i dołączył do nowo powstałej Ormiańskiej Federacji Rewolucyjnej, z której potem dwukrotnie odszedł (od 1907 do 1914, a ostatecznie w 1917) z powodu rozbieżności z kierownictwem partii. Po śmierci Aghbiur Seroba w 1899 roku, Andranik został liderem grup fedainów ormiańskich z Waspurakan i Taron w zachodniej Armenii.
Jego przełożeni dość szybko zorientowali się o jego talencie militarnym. Popularność i sympatia, jaką zaskarbił sobie Ozanian, była tak duża, że jego żołnierze zawsze zwracali się do niego po imieniu, nawet gdy w późniejszym okresie był generałem w Cesarskiej Armii Rosyjskiej.
Pierwszą misją Andranika jako lidera fedainów było porwanie i zabicie Beshara Khalila, osmańskiego żołnierza pochodzenia kurdyjskiego, a zarazem wodza plemienia Kherzeni odpowiedzialnego za pogromy Ormian i zabicie Seroba. Khalil dokonywał serii zbrodni przeciwko ludzkości, za co jednak nie został ukarany przez rząd sułtana. Gdy Khalil zabił Seroba, paradował z jego głową po miejscowościach Muş i Bitlis, co miało na celu zastraszenie lokalnej ludności ormiańskiej. Oddział Andranika stoczył bitwę z oddziałem Khalila, a po wygranej bitwie zabił go.

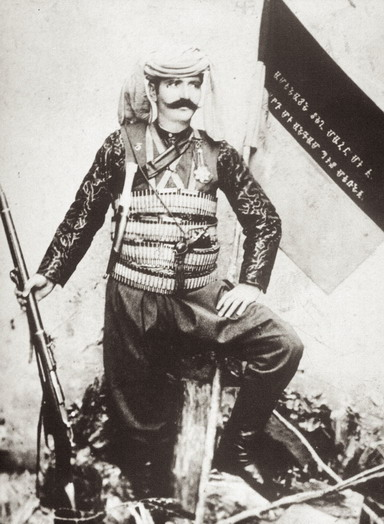
Ozanian jako dowódca fedainów w 1901 roku, za jego plecami widać czerwony sztandar z wyrytymi fragmentami hymnu Armenii

Najbardziej znaną bitwą stoczoną przez fedainów Andranika byłą bitwa o klasztor św. Apostołów w prowincji Muş oraz druga obrona Sasun w 1904 roku. Andranikowi w obu przypadkach udało się przyciągnąć uwagę zagranicznych konsulów w Muş, przez co zapewnił Ormianom promyk nadziei na pomoc z zagranicy. 20 listopada 1901 roku Andranik wraz z grupą 30 fedainów i 8-10 chłopów ze wsi Tsronk zszedł z gór i zabarykadował się w klasztorze św. Apostołów na południowych przedmieściach Muş. Klasztor oblegało pięć tureckich batalionów pod dowództwem Ferika i Paszy Alego. Siły osmańskie liczyły 1200 żołnierzy. Ze względu na duże straty, które ponieśli Turcy, ich dowódcy rozpoczęli negocjacje kapitulacji fedainów. Opór trwał dziewiętnaście dni, w negocjacjach udział wzięli ormiańscy duchowni oraz zagraniczni konsulowie. Andranik i jego towarzysze zdecydowali się na opuszczenie klasztoru i ucieczkę w małych grupach. Według Lwa Trockiego, Andranik uciekł z klasztoru przebrany w mundur oficera tureckiego, posługując się językiem tureckim wskazywał drogę ucieczki swoim ludziom. Dzięki bitwie o klasztor, Andranik stał się wśród lokalnych Ormian postacią legendarną i symbolem walki narodu.
Po drugiej obronie Sasun w 1904 roku, Andranik został zmuszony przez lokalnych ormiańskich przywódców ormiańskich do wycofania się wraz ze swoimi żołnierzami do Iranu, co miało uspokoić sytuację na prowincji. Do Iranu fedaini dostali się przez Kaukaz, po drodze Ozanian w Baku i Tbilisi spotkał się z ormiańskimi intelektualistami. Zerwał z dasznakami, a następnie udał się do Europy, odwiedził wówczas Francję, Szwajcarię, Belgię i Wielką Brytanię. Brał udział w pierwszej wojnie bałkańskiej.

### Pierwsza wojna bałkańska
Amndranik w 1907 roku osiadł w Bułgarii. Podczas IV Kongresu Ormiańskiej Federacji Rewolucyjnej w 1907 roku, Andranik poinformował o swojej decyzji opuszczenia partii, argumentował to swoim sprzeciwem wobec działań zarządu, który nawiązał współpracę z młodoturkami.
W Sofii Andranik spotkał macedońskiego rewolucjonistę Borysa Sarafowa. Obydwaj zobowiązali się do wspólnej pracy na rzecz wyzwolenia narodów Armenii i Macedonii. Andranik obok Garegina Nyżdeha wziął udział w pierwszej wojnie bałkańskiej (1912-1913) jako dowódca 12. batalionu Trzeciej Brygady Macedońsko-Adrianopolskiej pod dowództwem pułkownika Aleksandara Protogerowa. Jego oddział składał się z 273 ormiańskich ochotników.
20 października 1912 roku Druga Armia Bułgarska, w skład której weszła milicja macedońsko-adrianopolska w tym ormiańscy ochotnicy, w okolicy Edirne stoczyła bitwę z siłami Javera Paszy. 4 listopada 1912 roku w pobliżu Momchilgradu, milicja przy wsparciu oddziału Andranika pokonała przeważający liczbowo oddział Turków. 6 stycznia 1913 roku w małym kościele miejskim w Rodosto bułgarski dowódca Aleksandar Protegerow przyznał armeńskim bojownikom ordery, Andranik Ozanian został uhonorowany Orderem Walecznych.
Lew Trocki w swojej korespondencji z Bałkanów określił Andranika jako bohatera pieśni i legend.
W połowie czerwca 1913 roku przeszedł na emeryturę i wraz z siostrą zamieszkał w Galacie nad Morzem Czarnym. Mieszkał do 1914 roku, do czasu wybuchu I wojny światowej. Przewidując wojnę między Bułgarią a Serbią, Andranik rozwiązał swój ludzi, dlatego gdyż chciał walczyć wyłącznie z Turkami. Wyjechał do Armenii, gdzie przez pewien czas pracował jako rolnik.

### I wojna światowa
Podczas I wojny światowej Andranik uczestniczył w kampanii kaukaskiej, został mianowany generałem ormiańskich jednostek ochotniczych armii rosyjskiej. Brał udział w 20 różnych ofensywach, zyskał sławę zdolnego taktyka. Andranik był dowódcą pierwszego oddziału ormiańskich wolontariuszy (ok. 1200 żołnierzy), 15-18 kwietnia stoczył bitwę pod Dilman, która uratowała Kaukaz przed inwazją Turków, 5-6 maja 1915 roku pomagał w oblężeniu Wan. Dowodził batalionem, który pokonał siły Halila Paszy w czasie bitwy i Bitlis w 1916 roku.
W marcu 1916 roku generał Judenicz postanowił rozwiązać ormiański batalion ochotników i włączyć go do armii rosyjskiej. W rezultacie Andranik zrezygnował i w latach 1916-1917 przebywał w Tyfilisie i na północnym Kaukazie, gdzie próbował zorganizować pomoc dla ormiańskich uchodźców z Imperium Osmańskiego. W dniach 2-11 maja 1917 roku zorganizował Pierwszy Kongres Zachodniej Armenii. W latach 1917–1918 publikował w Tyfilisie gazetę Hayastan, jej redaktorem został poeta Vahan Totovents.
Rewolucja lutowa 1917 spowodowała chaos pośród żołnierzy rosyjskiego Frontu Kaukaskiego, do końca roku większość żołnierzy rosyjskich opuściło armię i wróciła do swoich domów. W lipcu 1917 roku przy wsparciu organizacji ormiańskich w Piotrogrodzie i Tyflisie utworzono sześć pułków ormiańskich. W październiku 1917 roku utworzono dwie dywizje armeńskie, a ich dowódcą został Tovmas Nazarbekian.
Władze rosyjskie w 1918 roku mianowały Andranika generalmajorem. Szef sztabu rosyjskiej armii na Kaukazie, generał Nikołaj Judenicz, opisał Andranika jako "odważnego do szaleństwa".
Od marca do kwietnia 1918 roku Andranik był gubernatorem Administracji Zachodniej Armenii (armeński rząd tymczasowy) – jednostki administracyjnej skupionej w pobliżu jeziora Wan i innych obszarów okupowanych przez Rosjan.

### Sjunik
Po powstaniu w maju 1918 roku Demokratycznej Republiki Armenii, Andranik walczył u boku jednostek ochotniczych zwalczających armię turecką. W lipcu rozpoczęły się walki etniczne w prowincji Sjunik. Armeńscy kurierzy wysłali do Erywania list, w którym prosili o wysłanie wojsk i sprzętu. Armia turecka znajdowała się zaledwie kilka mil od stolicy, a rząd republiki nie był w stanie poprzeć sił nieregularnych walczących na południu. W krytycznym momencie do Sjuniku przybył Andranik. Stanął na czele wojsk liczących od 3 do 5 tysięcy żołnierzy i 40 000 uchodźców z zachodniej Armenii i terenów Armenii okupowanych przez Rosjan. Ozanian został dowódcą ormiańskich oddziałów Nachiczewanu, Andranik oświadczył, że jego armia jest gotowa kontynuować wojnę przeciwko Turkom. Jego wojska operowały między Imperium Osmańskim a Demokratyczną Republiką Azerbejdżanu - w Karabachu, Nachiczewanie i Sjuniku.
Andranik kilkakrotnie próbował zając Szuszę, wówczas najważniejsze miasto Karabachu. Tuż przed rozejmem z Mudros, Andranik był już w drodze ze Sjuniku do Szuszy. W styczniu 1919 roku brytyjski generał William M. Thomson przekonał Andranika, aby zrezygnował z podboju Szuszy i powrócił do Sjuniku i obiecał mu, że Szusza trafi do Armenii na konferencji pokojowej w Paryżu w tym samym roku.

### Końcowy etap życia i śmierć
W kwietniu 1919 roku Andranik rozwiązał swój oddział z powodu konfliktu z rządem Demokratycznej Republiki Armenii i przekazał jego broń katolikosowi Grzegorzowi V.
Początkowo Ozanian udał się do Tyfilis, gdzie spotkał się z gruzińskim politykiem Ewgeni Gegeczkorim, z którym podjął się rozmów na temat wojny armeńsko-gruzińskiej. W roli tłumacza Ozaniana wystąpił Hovhannes Tumanyan. Następnie wyjechał przez Batumi do Konstantynopola, skąd trafił do Cypru, na wyspie utworzył Francuski Legion Ormian, jednak rząd Francji odmówił jego oddziałom wkroczenia do Cylicji. W latach 1919-22 wędrował po Europie i Stanach Zjednoczonych, próbując znaleźć poparcie dla uchodźców ormiańskich.
Pod koniec 1919 roku przewodniczył ormiańskiej delegacji do Stanów Zjednoczonych, lobbował na rzecz amerykańskiego poparcia dla Armenii, wraz z nim do USA przybyli generał Jaques Bagratuni, kapitan Haig Bonapartian i pułkownik Ter-Pogossian. We Fresno wyreżyserował kampanię dzięki której na rzecz ormiańskich uchodźców wojennych przekazano 500.000 dolarów. Ozanianian wzbudził w Stanach Zjednoczonych wielkie zainteresowanie, zyskał przydomek "Ormiańskiego Jerzego Waszyngtona", a nawet pozwolono mu usiąść na fotelu Waszyngtona, co było bezprecedensowym zaszczytem. W Paryżu, prezydent Francji Raymond Poincaré zorganizował przyjęcie na jego cześć.
15 maja 1922 roku w Paryżu Ozanian ożenił się ze Nevarte Kurkijan. Następnie przeniósł się do USA i zamieszkał we Fresno w Kalifornii. W 1936 roku amerykański pisarz ormiańskiego pochodzenia, William Saroyan, wydał książkę Antranik of Armenia w której opisał przybycie Andranika do Fresno.
W czasie pobytu w San Francisco w lutym 1926 roku Ozanian ciężko zachorował. Zgodnie z aktem zgonu znajdującym się w ewidencji Butte County, Andranik zmarł 31 sierpnia 1927 roku w pobliżu Chico w północnej Kalifornii. Jako przyczyna śmierci wskazana została dławica piersiowa. The New York Times poinformował, że w pogrzebie w centrum Manhattanu uczestniczyło ponad 2500 członków wspólnoty ormiańskiej. Szczątki Ozaniana na początku 1928 roku zostały przeniesione na Cmentarz Père-Lachaise w Paryżu. W 2000 roku miejsce pochówku Ozaniana przeniesiono do Erywania w Armenii.

## Upamiętnienie

### W Armenii

#### W ASRR
W czasach radzieckich niewiele pisano o Andranika, zwłaszcza w okresie generacji Ormian narodzonej już po śmierci działacza. 30 czerwca 1963 roku, wybitny pisarz radzieckiej Armenii, Paruyr Sevak po przeczytaniu jednej z notatek żołnierskich Ozaniana, napisał o nim esej. Sevak ubolewał, że jego pokolenia nie wiedziało o Andraniku zbyt wiele.
W 1967 roku, w tajemnicy przed rządem, Mikajel Awetisjan wzniósł pomnik Ozaniana w miejscowości Ujan.
W 1989 roku uruchomiano w Erywaniu stację metra Generała Andranika.

#### W Republice Armenii

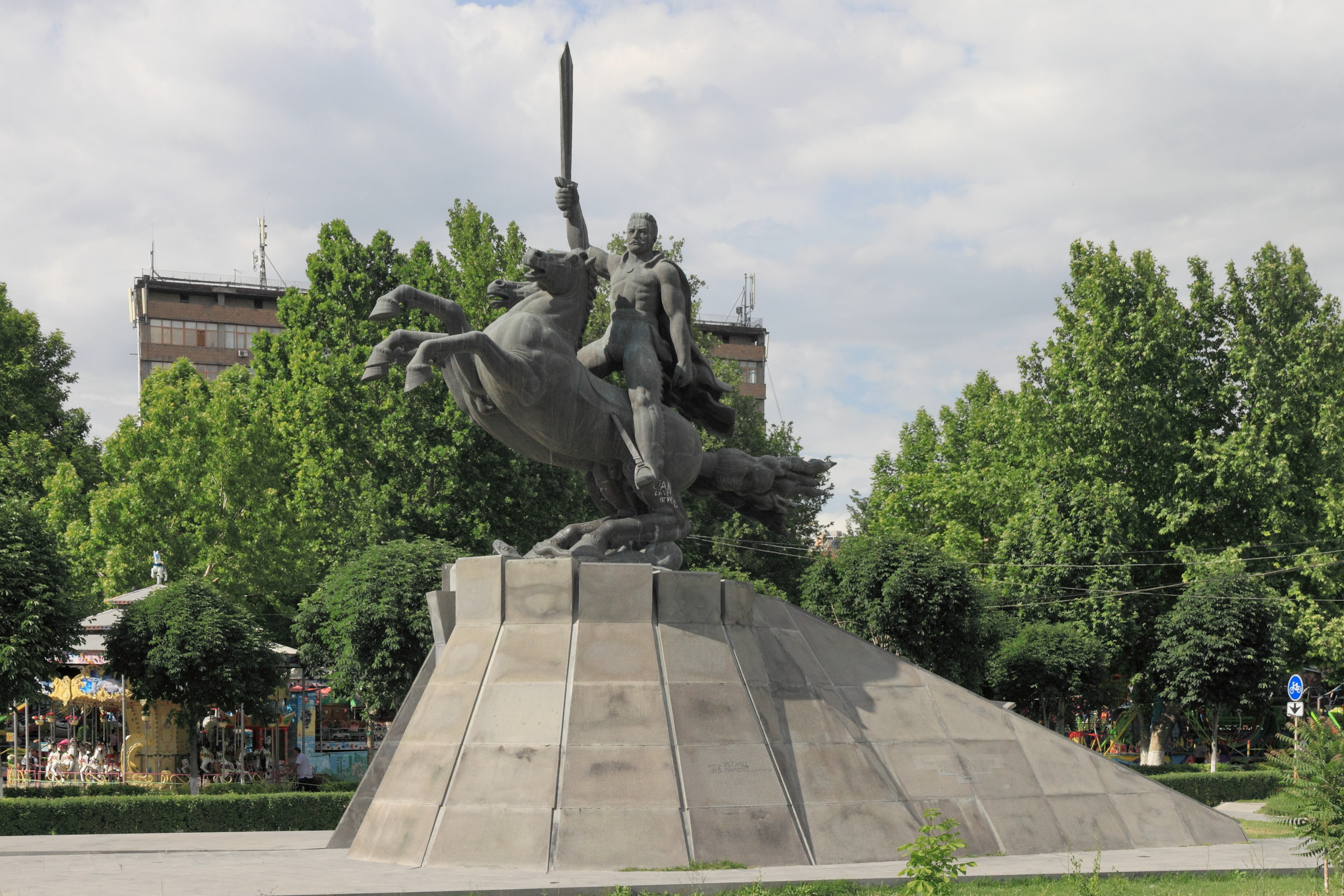
Pomnik generała Andranika Ozaniana w Erywaniu

Andranik wciąż jest ceniony przez rodaków i cieszy się w Armenii bardzo dużym szacunkiem, do panteonu bohaterów narodowych zaliczały go osoby tj. poeta Hovhannes Tumanyan, polityk Avetis Aharonyan, liderzy bolszewików Stepan Szaumian i Anastas Mikojan oraz marszałek ZSRR Iwan Bagramian. W styczniu 1920 roku w amerykańskim czasopiśmie The Literary Digest ukazał się artykuł w którym określono Ozaniana jako ormiańskiego Jerzego Waszyngtona, Garibaldiego i Robin Hooda.
Szczątki Adranika miały być pierwotnie pochowanie w Armenii, jednak władze radzieckie odmówiły pogrzebaniu Ozaniana na terenie ASRR. Jego ciało powróciło do Armenii w dniu 17 lutego 2000 roku i został ponownie pochowany tym razem na cmentarzu wojskowym w Yerablur, pogrzeb odbył się 20 lutego. W swoim wystąpieniu podczas ceremonii pogrzebowej, prezydent Robert Koczarian opisał Andranika jako "jednego z najwybitniejszych synów narodu ormiańskiego.
W czasie wojny o Górski Karabach po stronie Ormian działał pułk ochotników o nazwie "Generał Andranik" dowódcą pułku był Gnel Manukjan.
W Armenii imię Ozaniana nosi wiele ulic (m.in. w Erywaniu[), szkół i innych gmachów. Od 1991 roku w Armenii wzniesiono wiele pomników Ozaniana: w 1990 roku w miejscowościach Voskevan i Navur. W 1994 roku w Giumri. W 2011 roku przed szkołą we wsi Artenia. Trzy pomniki Ozaniana znajdują się w stolicy Armenii, Erywaniu.
W 1995 w Erywaniu powstało Muzeum gen. Andranika, wkrótce zostało ono zamknięte po tym, gdy budynek został sprywatyzowany. Ponownie zostało ono otwarte pod nazwą Muzeum Ormiańskiego Ruchu Fedainów imienia Andranika Ozaniana w dniu 16 września 2006 roku, otworzył je Iljicz Belgrian.
11 września 2012 roku, w czasie meczu Bułgaria-Armenia na Stadionie Narodowym w Sofii wywieszono olbrzymi plakat ze zdjęciami Andranika i ormiańskiego oficera Gurgena Margariana brutalnie zabitego przez azerskiego żołnierza Ramila Safarova w czasie organizowanego przez NATO kursu języka angielskiego w 2004 roku.

### Za granicą
Poza Armenią istnieje wiele rzeźb i pomników Ozaniana, znajdują się one w m.in. Bukareszcie (1936), Paryżu (1945 - na cmentarzu Père Lachaise i 2005 - w Le Plessis-Robinson), Nikozji (1990), Warnie (2011) i Armawirze w Rosji (miasto to zostało założone przez Ormian).
W maju 2011 roku w Wolonce w pobliżu Soczi w Rosji odsłonięto pomnik Ozaniana autorstwa Marata Minasjana. Pomnik pod presją Turcji został usunięty już 27 maja, Turcja ogłosiła wcześniej, że będzie bojkotować Zimowe Igrzyska Olimpijskie 2014 w Soczi, jeśli pomnik nadal będzie stał w pobliżu miasta.
W Richardson Springs w Kalifornii, gdzie Andranik zmarł w 1927 roku istnieje księga kondolencyjna.
Poza granicami Armenii istnieją ulice, place czy szkoły imienia Ozaniana; znajdują się one w m.in. Córdobie (Argentyna), Płowdiw, Warnie (Bułgaria), Meudon i Paryżu (Francja) a także w Stanach Zjednoczonych. Jego imieniem nazwanych zostało wiele organizacji ormiańskiej diaspory.

## Ordery i odznaczenia
Andranik od czasu śmierci Aghbiur Seroba w 1899 roku znany był jako lider fedainów (ֆիդայապետ). Popularną nazwą był też jego przydomek Andranik Pasza.
Po pierwszej wojnie bałkańskiej Adranik został nagrodzony przez Bułgarów i Greków - uhonorowano go Orderem Walecznych IV Klasy i Krzyżem Wojennym II Klasy.
Podczas I wojny światowej, gdy był dowódcą ormiańskich ochotników walczących w armii rosyjskiej, zyskał przydomek Generał Andranik. W 1918 roku został awansowany przez Rosjan na generała majora. W czasie wojny został uhonorowany czterema medalami rosyjskimi - Orderem św. Władimira (IV klasa), Orderem Świętego Stanisława (II klasa), Krzyżem św. Jerzego (IV klasa) i Orderem Świętego Jerzego (III, IV klasa). W 1919 roku w czasie wizyty Ozaniana we Francji, prezydent Raymonda Poincaré nadał mu order Legii Honorowej.

## W popkulturze
Andranik został uhonorowany w literaturze ormiańskiej. Zachodniormiański pisarz Siamanto w czasie pobytu w Paryżu napisał w 1903 roku, wiersz zatytułowany "Andranik". Znany ormiańsko-amerykański pisarz William Saroyan, napisał Antranik of Armenia, została ona zawarta w zbiorze opowiadań z 1936 roku.
W latach 60., 70. i 80. Souren Sahagian zebrał opowieści ludowe i ukończył powieść zatytułowaną "Opowieść o Andraniku" (Ասք Անդրանիկի մասին). Powieść po raz pierwszy została wydana przez Centrum Badań Strategicznych "Aratat" w Erywaniu w 2008 roku. Andranik stał się bohaterem kilku filmów - Andranik (1928) w reżyserii Asho Shakhatuni (zagrał on też główną rolę) wyprodukowany przez Ormiańskie Studio Filmowe w Paryżu (był to pierwszy niemy film fabularny na temat Armenii). W 1989 roku wydano film dokumentalny Adranik w reżyserii Levona Mkrtchiana. W 2010 roku ukazał się 53 minutowy dokument Andranik Ozanian, film został wyprodukowany dla ARMTV.
Został upamiętniony w wielu pieśniach patriotycznych wykonywanych przez m.in. Sahaka Sahkiana, Nersika Inspiriana i Harouta Pamboukijana. Najbardziej znanymi piosenkami o Andraniku są Jak orzeł (Ashugh Sheram 1904) i Andranik pasza (autorstwa Gusana Hayrika). Andranik pojawia się w popularnej piosence Waleczne serce z Kaukazu (Կովկասի քաջեր, ok. 1903) i innych utworach folkloru patriotycznego.

## Opublikowane dzieła
- Մարտական հրահանգներ: Առաջարկներ, նկատողութիւններ եւ խորհուրդներ [Rozkazy bojowe: sugestie, uwagi, zalecenia]. Genewa: Armeńska Federacja Rewolucyjna. 1906[77]
- Զորավար Անդրանիկը կը խոսի [Mówi generał Andranik ]. Paryż: tygodnik Abaka. 1921
- Առաքելոց վանքին կռիւը (Հայ յեղափոխութենէն դրուագ մը [Bitwa o Arakel (Epizod rewolucjo ormiańskiej)] Boston: Baikar 1924[78]
- Wyznania Andranika zostały spisane przez Levon K. Lyulejian. W Armenii wydane w 1992 roku.
- Անդրանիկի հուշերը [Pamiętniki Andranika]. Beirut. 1935